# DTP

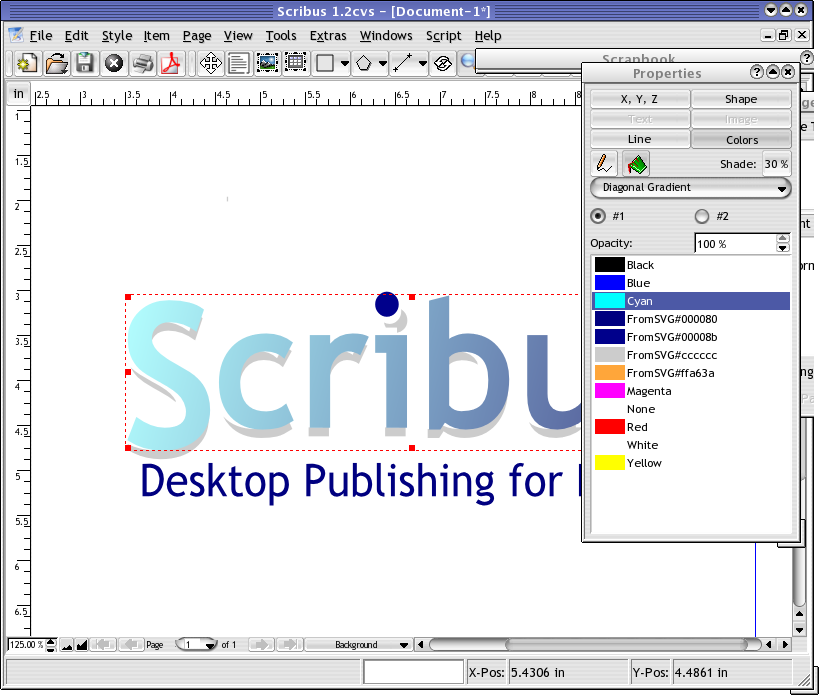
オープンソースのDTPソフトScribus

DTP（Desktop publishing、デスクトップ・パブリッシング）とは、日本語で卓上出版を意味し、書籍、新聞などの編集に際して行う割り付けなどの作業をパソコン上で行い、プリンターで出力を行うこと。

## 概要
"Desktop publishing"の言葉は、そのさきがけとなったページレイアウトソフト「PageMaker」の販売開始にあたって、Aldus社（アルダス）の社長ポール・ブレイナードが1985年に提唱した言葉である。
商用印刷においてかつては版下の制作から印刷まで様々な工程に分かれていた作業が、DTPの登場によりパソコン1台で行えるようになり、簡単・迅速・省コストになった。また、家庭やオフィスにおいてもパソコンとプリンターを使って同様のことができるようになった。
市販のパソコンに最初から入っているワープロソフトでも簡易的なDTP機能を備えており、ある程度のデザイン制作ができる。より高度で細かいレイアウト制御やデザイン要素を組み込み、商用印刷に適した仕様の印刷データを制作する際には専用のDTPソフトを使うのが一般的である。
DTP制作を行うパソコンとしては歴史的にMacが多く利用されてきたが、これはMacintosh用ソフトとしてPageMakerが発売された1985年当時においてMacintoshだけが唯一の実用的なWYSIWYGを実現したシステムを持っており、その後の時代においてもしばらくはハードウェアやアプリケーションソフトウェアの機能面でMacintosh版が先行し充実していたことと、それにまつわる規格のデファクトスタンダード面で有利を得ていたのが理由である。業界で使われる主流のDTPソフトがPageMakerからQuark,_Inc.社のQuarkXPress、2000年代にAdobe（アドビ）社のAdobe InDesignへと移り変わってWindowsにおいても同様の環境が整ってきた2010年代にはそこにこだわらない向きもありつつも、大きくは変わっていない。
DTPが登場する以前、1970年代から1990年代にかけて使われていた業務用の電算写植システムにはUNIX上で動作していたものも多いが、DTPで制作する現場ではそれらにUNIXやLinuxが使われることはほぼない。また、一般のビジネス用途パソコンとしてはデファクトスタンダードとなっているWindowsもDTP制作現場ではあまり使われず、Macが主流である（WindowsやLinux用の制作ソフトもある）。
なお、当初「DTP」という呼称については紛らわしい場面もあった。DTPの登場以前は、印刷工程は「プリプレス（印刷前の組版、製版など）」「プレス（印刷、本刷り）」「ポストプレス（印刷後の加工・製本など）」の大きく3つの工程に分かれており、それぞれ別の会社で分業化されていた。日本にDTPが導入され始めた1990年代前半においては、まずプリプレス業界にDTPが導入されたため、「デスクトップ・プリプレス」（Desktop prepress）の略として「DTP」という用語を使う場合があった（本項の意味のDTPと区別するために「DTPr」「DTPR」と呼ぶことも）。1990年代後半には、「川上工程」にあたるデザイン・企画工程および写植・版下制作工程だけでなく、「川下工程」にあたる製版・印刷工程にまでDTPが普及し、やがて印刷の全工程を一つの会社の一つのDTPシステム（具体的な例を挙げると、Adobe CC）で処理することが普通になると、印刷の工程ごとの区別が曖昧になると同時に（プレスの工程でデザインを扱うことも可能となった）、DTPに「デスクトップ・プリプレス」の意はなくなった。

## 歴史

### DTP以前
業務用の出版物において、かつては熟練の職工が活字を組む作業が出版業界では一般であったが、コンピュータの出現と普及と共にその作業を電子化する試みが模索されるようになった。1970年代にはいくつかの会社によって業務用の電算写植システムが開発され、アメリカにおいてはAtex社が有名となり、新聞社や大手出版社などに採用されていた。
また、1978年にはレイアウトに関する命令を記述したタグを用いる組版ソフトとしてTeXが開発され、コンピュータ上で印刷原稿の編集作業を行う環境が実現されたが、これはDTPと呼ぶものではなかった。これらのシステムとDTPとの最大の違いはWYSIWYG（逐次出来上がった組版を確認）がないことである。WYSIWYGがない状態では作業の結果の確認を出力（あるいはプレビュー）といった形の工程によってしか実現できなかった（ちなみにTeXでWYSIWYGができるソフトにGNU TeXmacsなどがあるが、日本語の扱いが完全ではないために一般普及化はしていない）。
WYSIWYGを不完全ながら最初に実現したのは1970年代のゼロックスのパロアルト研究所で、その成果は1981年にXerox Starワークステーションとして市販化された。Xerox Starは、日本でも1982年に富士ゼロックスから「J-Star」として発売され、編集機として出版業界である程度の人気を博したが、非常に高価で、既存のパソコンとも互換性がなかったので、民間まで広く普及するには至らなかった。
比較的単純な印字物としてタイプ原稿を作成する環境としては1980年代以前の欧米ではタイプライターが一般的に用いられていた。1984年1月、WYSIWYG（パソコンの画面に表示されたものとプリンターで印刷したものが同じ）を実現したアップル純正ワープロソフトであるMacWriteを標準搭載したパソコンのMacintosh（初代Mac）がApple Computer, Inc.より発売され、さらに1985年1月にMicrosoft社からMacintosh版のMicrosoft Wordが発売されると、そうした文書制作の環境がパソコン+ワープロソフトという形に置き換わり「Macをタイプライターとして使う」ことが一般的に行われるようになっていった。
1984年、Atexの社員であったポール・ブレイナードがAtexを辞め、パソコン用のソフトウェアを開発するためにアルダスを創業する。1985年にアルダスがMacintosh用ソフトとしてPageMakerを発売するにあたってはMicrosoft Wordとの差別化のために「Macはタイプライターではない」ことを示す必要があった。そのためのマーケティング用語としてブレイナードが打ち出したのが「デスクトップ・パブリッシング」である。初代「PageMaker」が発売された1985年7月より宣伝された。
PageMakerと競合するソフトの中でも特にMicrosoft Wordは高度なWYSIWYGを実現し、さらにApple純正プリンターのLaserWriterに対応するなどDTPに相当する機能を多少は持っていたので、Macintosh用ワープロソフトとして1985年当時はデファクトスタンダードと呼ばれるほど売れたが、PageMakerは優れたレイアウト機能と「MacとPageMakerがあれば業務用の高価な電算写植システムを置き換えることが可能」だと掲げることで、Microsoft Wordのような単なる文書編集ソフトではないことを示すマーケティングを行った。

### 3A（アップル・アルダス・アドビ）によるDTP環境の構築
DTPの発祥はアメリカ合衆国である。現在のDTPの萌芽はアメリカの3つの企業で生まれた。
1984年1月、Appleから初代Macintoshが発売される。プラットフォームとして様々な周辺機器やソフトウェアが生み出された。ただし初期のMacintoshは本格的なDTPを行うにはスペックが厳しく、プロユースでDTPが急拡大するのは1987年発売のMacintosh II頃からである。
1985年5月、Apple純正のレーザープリンターであるApple LaserWriterが発売される。このプリンターはアドビの開発したページ記述言語・PostScript技術を用いた「Adobe PostScriptフォント」がROMに組み込まれており、これによって画面に表示されているものをそのままに印刷することが可能となる「WYSIWYG」を実現したほか、プリンターにPostScriptフォントを搭載している限りはコンピュータとプリンターの組み合わせが変わっても出力結果を維持するという「デバイスインディペンデント」（使用機器に依存しない）な性質を実現していた。
1985年7月、Macintoshプラットフォームにおける最初の実用的なDTPアプリケーションとなるアルダスのPageMakerが発売される。これによってDTP環境が実現された。
プラットフォームを作り出したアップル、ページ記述言語を生み出したアドビ、そして実用的なアプリケーションを世に送り出したアルダスによってDTPはそのスタートを切った。この3社の頭文字を取って「3A」といい、この「3A」がDTPを生み出したとされる。
なお、1980年代の出版・印刷業界におけるDTPのデファクトスタンダードであったAldus Pagemakerは、1990年代には機能がより豊富なQuarkXPress 3.3（1992年発売）にシェアを急速に奪われていった。その後アルダスはアドビに買収されPageMakerはアドビ製品として販売されることとなったが、1996年発売のQuarkXPress 4.0にもシェアを奪われ続ける一方であった。アドビは「Quarkキラー」として新たにInDesignを開発し1999年に発売、PageMakerは2001年発売のバージョン7.0をもって開発が終了した。

### WYSIWYG の実現
PostScript（PS）フォントは基本的に、プリンターにインストールするプリンターアウトラインフォントと作業に用いるコンピュータ（編集機）にインストールする画面表示用ビットマップフォントの2種類から構成され、これが同期して働くことによって確実かつ高速な動作を果たしている。
これに対してTrueType（TT）フォントはプリンターフォントを持たず、編集機からプリンターに各文字の形状の情報を送って印刷する仕様であったため、DTP勃興当時のコンピュータには処理が重すぎるという欠点も抱えていた。
アウトラインフォントは文字の形に関する情報を持っているだけなのでそのままでは印字に用いることができず、文字の輪郭の内側を「塗りつぶした」面状態のデータに変換する必要があり、これをラスタライズという。編集機側でラスタライズするTTフォントの場合、プリントアウトしている間の編集機はこの処理のために拘束されることになる。それに対してPSフォントの場合はラスタライズをPSプリンター側でおこなうため、文字の種類・サイズと位置などのレイアウト情報（実際には画像などの情報が入るため、より複雑だが）をプリンターに送信し終えた時点で編集機はプリントアウト処理から開放される。
ただし画面表示がビットマップフォントであることから、そのフォントにあらかじめ用意された表示サイズ以外の大きさの文字は画面上でドットの粗いギザギザの状態で表示されるため、これは真の意味でWYSIWYGとは言えなかった。そのため開発されたのがAdobe Type Manager（ATM）で、ATM専用版フォントを編集機側にインストールすることでビットマップフォントに代わってアウトライン表示を行うことができるようになった。コンピュータの処理能力の向上や技術の進展により、その後開発・採用されたOpenTypeフォントはプリンターフォントを持たず、ダイナミックダウンロード（字形も含めて編集機から送信する）する仕様になっている。

### DTP革命
アメリカでは、市販の普通のパソコンであるMacでデザインが扱えるということから、まず民生や小企業での普及が始まった。Mac以外のパソコンでもDTPソフトが盛んにリリースされ、例えば有名なものとして1986年にはMS-DOSを搭載したパソコンでDTPを可能にするGEMベースのVentura Publisher（後のCorel Ventura、現在のCorelDRAW）なども発売されている。
一方、出版業界、大企業においては普及が進まなかった。もともと、スティーブ・ジョブズ社長時代のアップルはMacを教育市場向けとして力を入れており、企業向けではあまり普及していなかったが、1985年にアップル創業者のジョブズをクビにして2代目社長となったジョン・スカリーは、Macをビジネス市場で普及させるべく、「DTP」というマーケティング用語を前面に出し、アルダスと共同でキャンペーンを行った。
1985年の段階では、DTPで使えるフォントはTimesとヘルベチカの2種類しかなかったが、1986年には5書体まで対応したプリンタ「Apple LaserWriter プラス」が発売された。また1986年には独ライノタイプ社の写植機向け出力機（イメージセッター）である「ライノトロニック100」がPostScriptに対応し、この頃より出版業界におけるMacDTPの普及が始まる。
1987年にはIBM社からも本格的にDTPに対応したIBM PS/2が発売されるが、同年にはアップル社から大型カラーマルチモニタディスプレイやSCSIストレージインターフェイスをサポートするなどDTP向けの拡張機能を搭載したMacintosh IIが発売され、DTP界隈におけるMacの優位性が確立した。この頃からDTPの市場が急拡大。これを「DTP革命」という。

### 日本におけるDTP革命
日本では1988年にアップル社から日本初となるPostscript対応レーザープリンター「LaserWriter NTX-J」が発売され、この年をもって日本のDTP元年とする。
多数の漢字を抱える日本語ではフォント1書体あたりのデータ量が多いことなどもあり、DTP黎明期においてはかつての活字や初期の写真植字が事実上そうであったのと同様に、明朝体とゴシック体それぞれ1書体しか使えなかった。また、その価格も極めて高額であった。しかし一方で、文字通り机上で実際の仕上がりに近いものが確認できることからグラフィックデザイナーなどの間で支持され、地歩を固めていった。
この2書体はモリサワのリュウミンL-KLと中ゴシックBBBである。これが同社の投入した、そして日本で最初の和文PostScriptフォントであった。アドビと提携しDTP向けフォントの開発・販売にいち早く参入、漢字Talk 7.1へのバンドル提供などからモリサワは和文フォントのトップベンダーとなっていく。

### 国産ワークステーションによるDTPの淘汰
日本ではMac以前からDTPに相当するものが存在した。
日本ではアメリカと事情は異なり、印刷業界におけるMacの急速な普及は想定されていなかった。ASCIIコードだけで書籍組版ができる1バイト言語の英語とは違い、日本語は多数の漢字を抱えるマルチバイト言語であることが大きな理由のひとつとしてあげられる。当時のデスクトップマシンの処理能力や記憶容量では多数の2バイトフォントを搭載して自由自在に組版するというわけにはいかない、と1990年の時点でも考えられており、パソコンのMacではなく国産ワークステーションが日本語DTPの主役になると考えられていた。
1985年にキヤノンから「EZPS」シリーズという、ゼロックス社のXerox Starと似たGUIを有するワークステーションが発売されている。A4判縦サイズと同じペーパーホワイトディスプレイを備え、レーザープリンターとセットで300〜700万円もする高価なシステムであったが、主にマニュアルなど図形の多い印刷物の編集に重宝され用いられた（ノンフィクション作家の山根一眞も自著「DTPの仕事術」でEZPSについて紹介している）。
1987年時点で、日本語DTP市場は立ち上がってすらいなかったが、しかしいずれ日本でもアメリカと同じくDTP市場が立ち上がるであろうということは、海外の事情に詳しいソニーは気が付いていた。そこで、1987年にソニーの主導で「DTPコンソーシアム」を結成し、ソニーの土井利忠取締役が国内メーカー133社（1987年10月時点）を束ね、ソニーのワークステーション「NEWS」軸とするDTP環境を整備した。ドイツURW社のフォント制作ソフトをNEWSに移植し、大日本印刷がDTP用日本語フォントを製作する、などと言った、ソニーが人材と金を惜しみなく投下して矢継ぎ早の施策を行ったが、セールスには結び付かず、コンソーシアムは数年で有名無実と化し、NEWSも1990年代前半には淘汰された。
この他にも、アップル社の上陸以前から日本にはXerox Starワークステーションを踏襲したDTPに近いシステムを提供するメーカーはいくつか存在し、また当時の日本のパソコン市場を寡占していたNEC PC-9801シリーズで組版を行う安価なシステムも存在したことから、1988年当時においてはモリサワの2フォントしか使えないMacは相当見劣りし、また高価な海外製パソコンということで導入のハードルも高いものであった。しかし、Macにおけるサードパーティ製も含む多数のフォントを扱えるPostScriptの柔軟性と、DTPソフトのQuarkXPressの使いやすさにはかなわず、1990年代以降にPostScriptフォントが拡充するとともに日本においてもMacの優位性が確立し、次第にMac以外のシステムは淘汰された。
1980年代の日本で先行していた日本語DTP勢が、後発のアップルに敗北した理由としては、日本語DTP勢にはPostScriptのようにモジュールを組み合わせてシステムにするという観点がなく、プリプレス全域にデジタル化が及ぶなど、だんだん複雑化するプリプレスを自社ですべてまかなうことができなくなって後退せざるを得なくなった、と日本印刷技術協会の小笠原治は考えている。

### 「Mac組版」の興隆
かつての日本国内の出版・印刷業界において1990年代初めまでAldus PageMakerと勢力が拮抗していたQuarkXPress 3.31Jが、1990年代中頃から事実上の標準（デファクトスタンダード）となった。「Macintosh|Macで組む」という言葉は「QuarkXPressで組む」という意味であることが多かった。前述の通り、最初に発売され利用が進んでいたのはPageMakerであったが、QuarkXPressは早い段階でカラー対応を果たしたほか、扱いやすい操作性と軽快な動作などが受け入れられ、価格（最も普及した日本語版3.31は約20万円と、印刷業界プロ向けソフトとしては安価）と相まって業界を席巻していった。
Macintoshによる組版は仕上がりをその場で確認できることや、ぎりぎりまでデータ修正が可能なことなどのアドバンテージを持っていたが、上述したように当初は扱える書体が少なかった。だが活字・写植機向けに書体を開発していたベンダーや、あるいはDTP時代から書体開発を始めた新興勢力が次々と参入し、和文PostScriptフォントのラインナップを豊富なものにしていった。
そしてMacintosh対応のイメージセッターの発展や、印刷会社、あるいは製版専門の会社などにおいて対応されたことで足場が整い、デザイン現場での普及、また制作コストを下げたいという出版社の需要の中で次第にDTPへの移行が進んでいった。

### カラーマネージメント
前述したWYSIWYGとも関連するが、カラー対応とその後の進化においてDTPを普及させたもののひとつに、カラーマネージメント（色の管理）がある。
ディスプレイ画面に出力される色彩と、プリンター出力の色彩、そして最終的な印刷物の色彩に整合性を持たせることは極めて困難なことであった。第一にはそれらの出力機器の原理が異なっているためである。作業するためのディスプレイ画面（CRT、LCD）表示はRGBカラーであり、校正のために使用するプリンターは（レーザーの場合）CMYKカラーのトナー（粉末）、最終的な完成品となる印刷機はCMYK（さらに特色を使用することも少なくない）のインクであるからカラーマネージメントはDTPにおいてとても重要なものである。
また、同じ原理で動作している装置であっても、メーカーごと、あるいは個体差、経年変化、湿度や温度（気温、機械内の温度）によって出力結果は異なる。これを解消するために用いられているのが、ウィリアム・シュライバーの開発した色管理システムで、1985年に成立したシュライバー特許により、その後のカラープロファイル技術は支えられている。
MacにおいてはAppleのColorSync技術により優れたカラーマネージメントが行えたことで優位性があった。

### 日本のDTPにおけるOCFフォント
和文PostScriptフォントは、当初OCFと呼ばれる形式のものが販売され、普及していった。OCFは少ない文字数しか扱えないフォーマットのフォントをいくつも積み重ねて多数の文字を扱えるようにした規格であった。その後データ構造を簡略化したCIDフォントが登場し、フォントベンダーはこちらへの置き換えを推奨していくことになる。しかしフォントは高価な資産であり簡単にリプレースがしにくいこと、また互換性においての問題などもあり、OCFフォントが根強く使用されている時代も長かった。CIDフォントののちにOpenType（OTF）が発売され、以後はこちらが主流となっていく。

### Windows DTP
WindowsのDTPではTrueTypeフォントが使われることが多かった。スプライン曲線を使うTrueTypeはベジェ曲線を使うPostScriptフォントに比べ多彩な曲線の表現において見劣りがした点や、無数のTrueTypeフォントが乱立し有力なフォントベンダーが出現しなかったこと（これによりデータの標準化が困難となる）など様々な要因で普及は進まなかった。
しかし顧客の要望で「Microsoft Wordで作成したビジネス文書を印刷する」というものが発生した場合、印刷会社は対応しなくてはいけないこともあり、そうした中でWindows向けDTPソフトも次第に充実していった。ただし、Mac版と同じアプリケーションでも完全な互換性が確保できず、Windows版で作ったデータをMacintosh版で開くと文字がずれているなどの不具合が出ることもあった。特に日本ではフォントの問題が係わり、WindowsとMacintoshでは採用している文字セットが異なるため、特に英数字や外字において互換性を完全に維持することができなかった。また、横組みでは問題なくとも縦組みの箇所のみ画面表示に問題がある、などの例もあった。
和文フォントのトップベンダーとなっていたモリサワからはViewフォントと呼ばれる、Windows上で組版をする際に同社のPostScriptフォントを指定できるフォントが販売されて一定の支持を受けていたが、英数字などの互換性がないという問題があった。
しかし昨今においては、OpenTypeフォントとそれに対応したレイアウトソフトの登場によって状況が変化している。InDesignはいち早くOpenTypeに完全対応し、同じバージョン・同じOpenTypeを使っている限りWindows版とMac版で完全な互換性を達成している。
新たにDTP部門を立ち上げるなど新規の設備投資においては、Windows版が伸びている。現に、地方自治体による市政だよりなどの内製化においては、WindowsとMacintosh間における文字セットの差異の問題、異なるOSを並行稼動させるコスト・スキルの問題などのためにWindows版が主に導入されている。

### Mac OS Xへの移行
Appleは従来のMac OS 9から、Mac OS Xへの移行を進め、2002年のWWDCにおいてMac OS 9の埋葬という演出までしてユーザーに新OSへの移行を奨めていたが、（アメリカにおいても）印刷・出版業界においてはなかなかそれは進まなかった。その最大の理由はQuarkXPressがMac OS Xに対応していなかったことと言われていた。2004年発売のQuarkXpress 6.5Jから対応しているが、Mac OS Xに移行するということは高機能で自由度が高いInDesignを中心としたAdobe Creative Suiteでのワークフローへの移行と同義になり、OpenType ProフォントやPDF導入によるコスト削減とともに移行が進み、2009年までに8割以上がMac OS XでのDTPとなった。

### DTPソフトによる自動組版
QuarkXPressやInDesignなどのDTPソフトが、一ページのレイアウト・デザインに重きを置き、一ページの制作費用を比較的高く設定できる環境での使用から、ページ物印刷での組版作業という環境で使用され始めると、生産性というWYSIWYG方式でのDTPの基本的な要素と矛盾する要求を満足させる必要性が出てきた。
また、印刷する内容（ソースデータ）も、紙での原稿入稿から、テキストデータファイルやスプレッドシートファイルのような電子媒体での入稿にシフトし、多種類のデータフォーマットの取り込みを行わなければならなくなった。このような、電子媒体でのデータが一般的になると、インターネットやCD-ROMなど多種類の表示方法の普及にともない、紙への印刷という範疇を超えて、データの互換性・再利用性の問題から、SGMLやXMLのような意味性に重きを置いたマークアップデータ構造によるデータ入稿が、印刷クライアントからの要求として印刷会社に求められるようになった。
このような背景から、大量の電子媒体データから、人手を省力化でき、生産性を高めることの出来る自動組版処理の機能をDTPソフトに付加することが課題となって登場した。
QuarkXPressやInDesignなどは、Xtention,Plug-In等という形で、DTPソフトの機能拡張を可能としているほか、AppleScriptやVBScriptなどでDTPソフトが内蔵する機能を外部から利用する手段も公開し、第三者の各種の利用に供している。
これらのDTPソフトの公開機能を使用して、様々な「自動組版処理」のアプリケーションが開発され販売されている。
自動組版の方法としては、
- レイアウト指定のないデータに、如何にして、レイアウトを付加するのか。
- 付加されるレイアウトが定形レイアウトなのか、非定形レイアウトなのか。
- 文字の大きさや色などを部分的に変えたりする場合の方法は。

といった、レイアウト、文字属性設定への対処方法と、
- データベースのデータのように、項目に対して、属性を持たせられないデータ。
- XMLデータのように、タグに対して、属性を持たせられえるデータ。

の2種類の入稿データへの対処方法ということの考え方の違いにより、アプリケーションベンダー各社で異なった実現方法となっている。
このようなデータベースやXMLのデータが、データベースやXMLデータとして蓄積保存される価値があるデータとして成立するのに対して、そこまでは利用しないが、データ量としては大きい、あるいは、一時入力では、データベース化するまでの資力がないといったような様々な要因から、データベースやXMLにならないデータに対する自動組版ということも、一方では潜在化した需要として存在する。この用途に対して、従来の専用組版システム（電算写植）で用いられた「バッチ・コマンド組版」を、DTPソフト上で実現しようとする考え方があり、開発あるいは販売されている。

### マークアップデータの自動組版
自動組版には上に述べたようなWYSIWYGを基本とするDTPソフトによる方法という流れとは別の流れもある。例えば、TeXは原稿に組版を意識したマークアップを追加して自動組版する方法である。また、SGMLやXMLのように要素をマークアップした原稿に対して、別途用意したスタイルシートをあてて自動組版する方法もある。こうした用途の為にSGMLに対してはDSSSL、XMLに対してはXSLというスタイル指定言語が標準化されている。

## 代表的なDTPソフト、システム

### 民生用
ワープロソフトやデザインソフトなど、DTPソフトではないものが使われる場合が多い。これらはパソコン用のプリンターで印刷する場合は問題がないが商業印刷特有の仕様に適合していないため、印刷を拒否されたり、原稿再調整のための作業料金を請求されることがある。なお対応業者は限られるが、PDF/Xで出力することで商業印刷特有の仕様に適合させる方法（いわゆるPDF入稿）もある。
- Adobe Creative Cloud - Adobeのグラフィックデザイン・動画編集・ウェブデザインの統合パッケージ。月額・年額サブスクリプション制。買い切り版は存在しない。
  - Adobe InDesign - DTP業界における事実上の標準ソフト[8]で、民生用から業務用まであらゆる局面で使用されている。日本語組版機能は日本語版独自のもので[9]、非常に強力である。
  - Adobe Illustrator - デザインソフト。単ページの簡易なDTPで使用することがあるが、DTPソフトとしての機能はそれほど高くなく、欧米ではフィニッシュワークにはInDesignのようなレイアウトソフトを使うのが主流であるとして、Adobeの公式ブログでもInDesignを使うことが推奨されている[10]。
- Affinity Publisher - AffinityシリーズのDTPソフト。廉価であるため、欧米では人気がある。Adobe Illustratorの代替ソフトとして紹介されることもあるが、日本語組版機能は最低限のものしか備えておらず、右綴じ・縦書きができない。
- CorelDRAW - デザインソフトだがDTPにも使える。日本語組版機能は最低限のものしか備えていない。
- iWork - Apple純正のオフィススイート。全てのmacOSおよびiOS・iPadOS搭載機器で無料で利用できる。iCloud.comでは、他OSのウェブブラウザからでもKeynote for iCloud・Pages for iCloudを使用することができる。
  - Keynote - Microsoft PowerPointより高度なレイアウト機能を備えたプレゼンテーションソフト。PDF形式の出力も可能で、簡易なDTPにも使われる。
  - Pages - Microsoft WordやMicrosoft Publisherより高度なレイアウト機能を備えたワープロソフト。PDF・EPUB形式の出力も可能で、簡易なDTPにも使われる。
  - Numbers - 1ページに複数のスプレッドシートを持てるなど、Microsoft Excelより強力なレイアウト機能を備えた表計算ソフト。PDF形式の出力も可能で、簡易なDTPにも使われる。
- JUST Office - ジャストシステムのオフィススイート。
  - 一太郎 - 日本語ワープロソフト。小説誌や簡易な新聞・会報の制作に強みを持ち、ワープロソフトの中では日本語組版機能が非常に強い。
  - 花子 - デザインソフトだが、簡易な単ページのDTPにも使える。学校のプリント制作などに便利なテンプレートが付属している。一太郎の上位版に付属しており、連携ができる。
- Microsoft Office - マイクロソフト社のオフィススイート。Microsoft 365ではウェブブラウザからも使用することができる。
  - Microsoft Excel - 表計算ソフト。エクセルのセルを升目として使ってオブジェクトの配置を決めるExcel方眼紙と言うテクニックがあり、DTPソフトの代用として使われることがある。ただし作成画面・印刷プレビューどおりに印刷されず、ずれが生じることも多い。
  - Microsoft PowerPoint - プレゼンテーションソフト。簡易なDTPでも使われる。
  - Microsoft Publisher - 簡易DTPソフト。Microsoft Officeと同一のインターフェイスを持つことが特徴。単体販売、もしくはMicrosoft Office・Microsoft 365の上位エディションに同梱。右綴じができない。
  - Microsoft Word - ワープロソフトだが、簡易なDTPでも使われる。
- パーソナル編集長 - ソースネクストの新聞用DTPソフト。会報や学級新聞などの簡易な新聞制作向けに特化している。テンプレートとして「段組み」が用意されているため、小説誌も作ることができる。2016年度の日本の一般向けのDTP市場におけるシェアは約8割（BCN調べ）。
- ラベルマイティ - ジャストシステムが提供するラベル作成ソフト。ラベル・カード・チラシなどが作成できる、単ページのDTPソフト。店舗などのPOP制作に便利なテンプレートが付属した「POP in Shop」と言うパッケージもある。

### 業務用
大企業ですら業務用のデータ入稿にPowerPoint原稿を利用する場合が多いが、2021年現在、専門のデザイナーが手掛ける商業出版物では普通はAdobe InDesignが使われる。業務用では、2000年代まではQuark XPressの利用者が多かったが、次第に日本語組版機能が充実していたInDesignにシェアを奪われた。
一方、辞書などの大規模組版や、複雑な数式が含まれた専門書、鉄道の時刻表といった、汎用のDTPソフトでは手に負えない特殊な組版に特化した業務用システムもある。 
- Adobe FrameMaker - マニュアルなどの大規模出版物に向く。
- Adobe InDesign - DTP業界における事実上の標準ソフト。2020年代からは地方紙の新聞組版でも使用されている。
- MC-Smart - モリサワ提供。表組や数式など、高度な組版機能を必要とする専門書に向く。また自動組版に対応し、大量のページがある辞書などに向く。
- Quark XPress - 1990年代から2000年代にかけてはDTP業界の事実上の標準ソフトだったが、2010年代以降はその地位をInDesignに取って代わられた。

#### 新聞組版システム
「新聞組版」という特殊な業態に特化している。ニュース配信の標準フォーマットである「NewsML」形式の記事を受け取って自動組版する機能などが必要とされる。
- SUPER DIGITORIAL/EW - NECネクサソリューションズ製。書籍など一般の印刷物にも対応する汎用の業務用DTPシステムであるが、新聞特有の紙面レイアウトを組版する機能を持つ。また、予想紙などの特殊な組版にも対応している。
- 新聞王システム - 東機システムサービス製。
- 新聞統合編集システム - 東京ソフトウェア製。

### フリーソフト
オープンソースのフリーソフトがいくつかあるが日本語組版機能への対応は不十分であるため、TeX以外のソフトは本格的なDTPには向かない。
- Apache OpenOffice - OpenOffice.orgの直系の後継で、Microsoft Officeの代替ソフト。Linux, Windows, macOSで使える。ただ開発・バグ修正の停滞が常態化しており、兄弟関係にあるLibreOfficeの利用のほうが多い。
- Inkscape - Adobe Illustratorに相当するデザインソフト。Linux, Unix, Windows, macOSで使える。単ページのDTPで使えるが、縦書き機能は不十分で、CMYKカラーでの出力には非対応。
- LibreOffice - OpenOffice.orgの事実上の後継で、Microsoft Officeの代替ソフト。Linux, Windows, macOS, Solaris, FreeBSDで使える。Apache OpenOfficeとは兄弟関係である。
  - LibreOffice Draw - Microsoft Visioに相当するデザインソフト。単ページの簡易DTPにも使える。
  - LibreOffice Impress - Microsoft PowerPointに相当するプレゼンテーションソフト。複数ページの簡易DTPにも使える。
  - LibreOffice Writer - Microsoft Wordに相当するワープロソフト。簡易DTPにも使える。
- Scribus - オープンソースのDTPソフト。Linuxでも使える。高度な組版機能を持つが、日本語組版機能は最低限のものしか備えておらず、右綴じ・縦書きができない。
- TeX - 数学者が作成したソフトウェア。論文制作を目的としており、数式に関しては非常に高機能である。理系の大学を始めとした研究機関で多用されている。様々なOSで使用することができ、LaTeX, pTeX, TeX Liveなどの派生版も多い。ただしインストール・設定・カスタマイズなどの難易度が高く、それを解説するための書籍も多く販売されている。

### 販売が終了したソフト
- Adobe PageMaker - Aldus PageMakerとして発売され、1980年代にははDTP業界の事実上の標準ソフトだった。Adobeによる買収後に開発が停滞したため、1990年代にはその地位をQuark XPressに取って代わられた。Adobe InDesignの登場とともに開発を終了した。
- 日本のDTP黎明期から発展期までを支えた業務用ソフト
  - AVANAS BookStudio - SCREEN製。
  - EDICOLOR - キヤノンITソリューションズ製。
  - EZPS - キヤノンITソリューションズ製。
  - HITCAP - 日立製作所製。
  - UrbanPress - ニッシャインターシステムズ製。
  - 大地 - ジャストシステム製。

## DTP自動組版ソフト
- SpicyLibraCS（定型レイアウト自動組版）
- SpicyTrad（バッチ・コマンド自動組版）